# Maria dels Àngels Puig i España
Maria dels Àngels Puig i España   (Barcelona, 28 de febrer de 1868 - 6 d'octubre de 1947) va ser una empresària i propietària catalana.

## Biografia
Filla d'Isidre Puig i Ferrer, gerent de la fàbrica tèxtil Isidre Puig i Companyia, i de Marianna España i Mas. Els Puig tenen el seu origen en el Mas de Can Puig (Sant Pere de Ribes). La família del seu avi, Puig i Catasús, va abandonar Sant Pere de Ribes a finals del segle xviii per instal·lar-se a Vilanova i la Geltrú, important port de comerç amb Cuba i altres colònies espanyoles.
Després de la mort del seu pare, s'encarregà al costat del seu marit, Delmir de Caralt i Sala, de l'empresa familiar de Sant Benet de Bages que compartien amb els seus cosins, els Casas-Carbó. La parella va tenir 7 fills entre els quals destaca el cineasta Delmir de Caralt i Puig. La fàbrica de Sant Benet va pertànyer a la família fins a la dècada dels anys 1980.
Maria dels Àngels fou retratada pel seu cosí, el pintor Ramon Casas i Carbó, en diverses ocasions, com el quadre Retrat de les senyoretes N.N. de 1890. També són destacables els retrats que Casas va fer a les seves filles Maria, Mercè i Montserrat de Caralt i Puig.
L'1 de juny del 1900 comprà l'heretat de Can Garrigó en el barri de Santa Eulàlia de Vilapicina a Marcel·lí Vilardebó i Farnés, de Lliçà de Vall. Els terrenys foren utilitzats com a camps de conreu pels masovers, la família Campmany (de mot Garrigó), fins que de mica en mica s'anà fraccionant la finca i venent per a la construcció d'habitatges. Destaquen les cases del passatge de l'Arquitecte Millàs i del passatge de Santa Eulàlia. L'última part de la finca edificable fou venuda l'any 1961.
Maria dels Àngels sempre ocupà un lloc privilegiat a la classe social benestant de Barcelona des del seu lloc de residència a Sarrià, on destacà per la seva oposició al Reial decret de 4 de novembre de 1921 d'agregació del municipi de Sarrià a Barcelona. Altres membres destacats de la seva família foren el seu cunyat Josep de Caralt i Sala que fou ministre de Finances durant el regnat d'Alfons XIII, que li concedí el títol nobiliari de Comte de Caralt, i la seva neboda Maria Lluïsa de Caralt i Mas que es casà amb Alfonso de Borbón y León, marquès de Squillace. El seu net, José María de Quadras i de Caralt va ser el comte de Sant Llorenç del Munt fins a la seva mort el 6 de desembre de 2013, el seu fill, José de Quadras i Sans, és l'actual comte de Sant Llorenç del Munt.